# Des horizons rouge sang
Des horizons rouge sang (titre original : Red Seas Under Red Skies) est un roman de fantasy et d'aventures écrit par Scott Lynch, publié aux États-Unis en 2007 puis traduit en français et publié aux éditions Bragelonne en 2008 puis en poche chez J'ai lu en 2013. 
Le roman est le deuxième tome de la série Les Salauds Gentilshommes.

## Personnages
- Locke Lamora : héros du roman.
- Jean Tannen : voleur, ami de Locke Lamora.

## Résumé
Laissant derrière eux leur passé, Locke et Jean Tannen font route direction les Sept Essences, vers la cité de Tal Verrar, où ils prévoient de réaliser leur plus gros coup : dévaliser l'Aiguille du Péché, sorte de casino élitiste dirigé d'une main de fer par le redoutable Requin et sa majordome Selendri, où tout acte de tricherie est récompensé par une mort violente. Mais les mages de Karthain ont d'autres projets pour les deux amis et les remettent entre les mains de l'Archon, dictateur militaire qui compte bien se servir d'eux pour redorer son blason auprès du peuple et ainsi raffermir son pouvoir. Mais tous auraient dû savoir que l'on ne se frotte pas à un Camorrien sans y laisser des plumes…